# نبرد کرکوک (۲۰۱۷)
نبرد کرکوک به حملهٔ ارتش عراق و بسیج مردمی عراق برای بازپس‌گیری استان کرکوک از حکومت اقلیم کردستان گفته می‌شود. این حمله از ۱۵ اکتبر ۲۰۱۷ آغاز شده است.

## پس‌زمینه
این حمله به دنبال برگزاری همه‌پرسی استقلال کردستان عراق انجام شد که طی آن اکثریت قریب به اتفاق رأی‌دهندگان از تبدیل اقلیم کردستان به یک دولت مستقل حمایت کردند. حکومت عراق این رفراندوم را برخلاف قانون اساسی عراق و نامشروع دانست. شهر چندقومیتی و نفت‌خیز کرکوک از مدت‌ها پیش محل اختلاف دو طرف بود و حکومت عراق آن را به عنوان منطقه‌ای خودمختار و متعلق به حکومت اقلیم کردستان به رسمیت نمی‌شناسد.

## نتیجه
نیروهای بسیج مردمی عراق و پلیس فدرال عراق پس از ساعاتی درگیری پراکنده در برخی نقاط شهر کرکوک این شهر را بدون هیچ مقاومتی بازپس گرفتند.
همچنین نیروهای عراقی کمتر از یک روز همه مناطق استان کرکوک به غیر از شهر التون کوپری را از تصرف نیروهای پیشمرگه اقلیم کردستان و پ.ک.ک پس گرفتند.